# Сапега, Бенедикт Павел
Бенедикт Павел Сапега (ок. 1643 — 12 августа 1707, Берлин) — государственный деятель Великого княжества Литовского, подстолий великий литовский (1663—1665), стольник великий литовский (1665—1670), кравчий великий литовский (1670), подскарбий надворный литовский (1670—1676) и подскарбий великий литовский (1676—1703, 1705—1707), староста слонимский.

## Биография
Представитель черейско-ружанской линии магнатского рода Сапег герба «Лис», второй сын гетмана великого литовского и воеводы виленского Павла Яна Сапеги и Анны Барбары Копец. Имел братьев Казимира Яна, Леона Базилия и Франтишека Стефана.
С 1657 года учился в иезуитском коллегиуме в Граце (Австрия), с 1661 года продолжил образование в Лувенском университете (Испанские Нидерланды). В 1663—1664 годах вместе с братьями Казимиром Яном и Франтишеком Стефаном путешествовал по странам Западной Европы. В апреле 1664 года вернулся из-за границы на родину.
С 1664 года неоднократно избирался послом на сеймы. В 1669 году Бенедикт Павел Сапега поддерживал кандидатуру Филиппа Вильгельма Нойбургского на польский трон, но затем подписал элекцию Михаила Корибута Вишневецкого. В 1674 года на элекционном сейме Бенедикт Павел Сапега был маршалком и содействовал избранию на польский королевский престол великого гетмана коронного Яна Собеского, что способствовало установлению гегемонии рода Сапег в Великом княжестве Литовском.
В 1663 году Бенедикт Павел Сапега получил должность подстолия великого литовского, в 1665 году стал стольником великим литовским. В том же 1665 году после смерти своего отца принял командования над гусарскими хоругвями в литовской армии. В 1666 году был избран послом на два сейма. В 1670 году был назначен кравчим великим литовским, а затем подскарбием надворным литовским. В том же году был избран послом на сейм. В 1673 году Бенедикт Павел Сапега не участвовал в битве под Хотином из-за болезни и находился в польском лагере.
В 1676 году Бенедикт Павел Сапега был избран послом на коронационный сейм и назначен подскарбием великим литовским. В 1677 году на сейме вступил в противостояние с могущественным литовским родом Пацов, которые занимали главенствующее положение в Великом княжестве Литовском. Борьба между Пацами и Сапегами продолжилась и в дальнейшем. В 1681 году на сейме Бенедикт Павел Сапега вызвал на поединок великого гетмана литовского и воеводу виленского Михаила Казимира Паца. При посредничестве великого маршалка коронного князя Станислава Ираклия Любомирского дуэль между двумя противниками была отменена. В 1684 году Пацы продолжали нападать на Бенедикта Сапегу, обвиняя его в получении взяток. Суд обвинил его в получении взятки от посла Франции.
В 1660-х — начале 1690-х годах разгорелась борьба за власть в Великом княжестве Литовском между князьями Радзивиллами с одной стороны, Сапегами и Пацами — с другой. Но уже во второй половине 1670-х — первой половине 1680-х гг. магнаты Пацы попали в оппозицию к новому польскому королю Яну Собескому и стали враждовать с князьями Сапегами и Огинскими. В 1682 году после смерти Михаила Казимира Паца польный гетман литовский Казимир Ян Сапега, старший брат Бенедикта, получил должности великого гетмана литовского и воеводы виленского. В 1684 году умер великий канцлер литовский Христофор Пац, двоюродный брат Михаила Казимира Паца. Во второй половине 1680-х годов магнаты Сапеги укрепили своё положение в Великом княжестве Литовском. Вскоре против них общим фронтом выступила литовская шляхта, которая объединилась вокруг князей Огинских (бывших союзников Сапег) и Вишневецких.
В 1687 году Бенедикт Павел Сапега создал со своим союзником, великим маршалком коронным Станиславом Ираклием Любомирским коалицию, направленную против утверждения польского престола за семьей Яна III Собеского. Союзники планировали даобиться передачи трона Речи Посполитой бранденбургскому курфюрсту и прусскому герцогу Фридриху Вильгельму. В 1688 году королевский двор безуспешно пытался примириться с Сапегами. Между тем политическое влияние Сапег в Великом княжестве Литовском увеличивалось. Около 1692 года иностранные дипломаты считали Бенедикта Павла Сапегу фактическим правителем ВКЛ.
В 1696 году после смерти польского короля Яна III Собеского подскарбий великий литовский Бенедикт Сапега предложил его вдове Марии Казимире выйти вторично замуж за своего старшего брата, великого гетмана литовского Казимира Яна Сапегу. За большую сумму (100 тыс. талеров) вначале поддерживал кандидатуру французского принца Конти на польский престол, но не прекратил переговоры с другими кандидатами. После избрания Конти стал собирать военные силы в Великом княжестве Литовском для его поддержки, но в ноябре 1697 года признал новым королём Речи Посполитой саксонского курфюрста Августа II Сильного.
В 1698—1699 годах подскарбий великий литовский Бенедикт Павел Сапега находился в окружении нового польского короля Августа II Сильного, где безуспешно пытался получить поддержку для борьбы со своими противниками в Великом княжестве Литовском.
Пытался силой ликвидировать своих противников («республиканцев») в Великом княжестве Литовском. 15 октября 1700 года разгромил отряды литовской шляхты в бою под Ошмянами. Однако 18 ноября 1700 года в битве под Олькениками посполитое рушение ВКЛ разгромило армию Сапег. Сам Бенедикт Павел Сапега был ранен в сражении и бежал в Курляндию. В январе 1701 году он обратился к польскому королю Августу Сильному, прося его посредничества в переговорах с литовской шляхтой. Однако Август II Сильный поддержал противников Сапег в Великом княжестве Литовском.
Весной 1702 года подскарбий великий литовский Бенедикт Павел Сапега перешел на сторону шведского короля Карла XII и поддержал его в войне против польского короля Августа Сильного. Бенедикт Сапега участвовал в военной кампании Карла XII в Польше. Сейм в 1703 году лишил Бенедикта Сапегу всех должностей и титулов.
В 1704 году Бенедикт Павел Сапега участвовал в Варшавской конфедерации, которая объявила о низложении Августа Сильного. После провозглашаения бескоролевья Бенедикт Сапега был одним из кандидатов на польский королевский престол. Поддержал избрание Станислава Лещинского, который в 1705 году вернул ему должность подскарбия великого литовского. Бенедикт Сапега присоединился в войску Станислава Лещинского, вместе с которым участвовал в походе в Литву в 1706 году, затем в марше армии шведского короля Карла XII на Саксонию. В 1706—1707 годах Бенедикт Павел Сапега находился в окружении Карла XII, безуспешно пытался его убедить посадить на королевский престол вместо Станислава Лещинского Якуба Собеского, искал контакты с русским царем Петром I и пытался примириться с Августом II Сильным.
В августе 1707 года Бенедикт Павел Сапега скончался в Берлине при дворе прусского короля Фридриха I.

## Семья и дети
В 1668 году Бенедикт Павел Сапега женился на Изабелле Тарло (ум. после 1704), дочери воеводы сандомирского Яна Александра Тарло (ум. 1680) и Анны Чарторыйской (1623—1684). Дети:
- Михаил Юзеф Сапега (1670—1738), генерал-майор литовской армии и воевода подляшский
- Франтишек Кароль Сапега
- Казимир Юзеф Сапега (ок. 1675—1750), строста олькеницкий и яловицкий